# Институт общественных и экологических дел
Институт общественных и экологических дел (Institute of Public and Environmental Affairs или IPE) — китайская некоммерческая организация, основанная в мае 2006 года и базирующаяся в Пекине. IPE развивает независимую базу данных по загрязнению окружающей среды, чтобы контролировать экологическую эффективность корпораций и их субподрядчиков. Цель IPE состоит в том, чтобы расширить раскрытие экологической информации, что позволит общественности лучше понимать риски загрязнения окружающей среды и таким образом влиять на экологическое управление государства и частного сектора.
Институт общественных и экологических дел является членом всекитайского объединения некоммерческих организаций, которое продвигает «зелёную» систему логистики и принуждает крупные корпорации (в том числе Apple, Hewlett-Packard, General Electric, Wal-Mart Stores, Coca-Cola, Unilever, Nike, H&M и Gap) сотрудничать только с экологически ответственными поставщиками. Программа института Green Choice Alliance оценивает экологическую эффективность промышленных предприятий, а также призывает потребителей и крупные бренды делать свой «зелёный выбор». Международные компании могут ознакомиться со списками поставщиков, которые обвинялись в нарушении природоохранного законодательства, и подвергнуть их дополнительному независимому аудиту. 
Corporate Information Transparency Index института оценивает транснациональные бренды по их воздействию на окружающую среду. Pollution Information Transparency Index института оценивает свыше ста китайских городов согласно их уровню раскрытия экологической информации. Через Green Choice Alliance институт и его многочисленные партнёры оказывают давление на фабрики и предают гласности экологические нарушения. Недавно запущенное мобильное приложение института позволяет пользователям видеть качество воздуха в их местности и соседние компании и заводы, которые его загрязняют.
Одним из крупнейших инвесторов Института общественных и экологических дел является Alibaba Foundation (фонд китайского интернет-гиганта Alibaba Group). 

## История
В 1999 году китайский журналист и путешественник Ма Цзюнь издал книгу «Водный кризис Китая», которая стала первой важной публикацией об экологическом состоянии страны (её часто сравнивали с «Безмолвной весной» Рэйчел Карсон). На страницах книги Цзюнь показал неэффективность государственной политики в области охраны окружающей среды, а также действия компаний, предпочитавших платить штрафы вместо инвестиций в очистительные системы. В 2006 году основатель IPE Ма Цзюнь создал для простых людей платформу, которая позволила получить доступ к информации о почве, воздухе и воде вокруг них, используя существующие правительственные данные. В результате участие общественности в экологическом мониторинге существенно увеличилось, охватив около 2 тыс. предприятий.
Институт с помощью добровольцев начал собирать и анализировать данные о состоянии окружающей среды, прежде всего о качестве воды и воздуха, публиковать экологические отчеты о нарушениях по всему Китаю. IPE сделал свои данные доступными и простыми в использовании, после чего пресса, инвесторы и простые граждане могли оценивать поставщиков, транснациональные корпорации и местные органы власти на предмет экологической ответственности. К началу 2015 года институт представил на своей карте загрязнений 15 тыс. компаний. 1,4 тыс. упомянутых предприятий были вынуждены предпринять шаги к уменьшению загрязнения (институт непосредственно работал с 500 из них). Green Choices Alliance помог 150 международным компаниям улучшить экологическую эффективность в своих системах поставок. 50 тыс. пользователей установили мобильное приложение института.   
В 2015 году Институт общественных и экологических дел получил премию за социальное предпринимательство от Фонда Сколла.